# Max Reimer (Schauspieler)
Max Reimer (um 1873 in Berlin – nach 1933) war ein deutscher Theaterschauspieler.

## Leben
Reimer begann seine Bühnenlaufbahn 1891 in Krefeld, kam 1894 nach Düsseldorf, 1895 nach Köln, 1896 nach Posen, 1897 nach Zürich und trat 1898 in den Verband des Stadttheaters in Riga, wo er als „Harpagon“ debütierte. In den letzten Jahren vor Ausbruch des Ersten Weltkriegs gehörte er dem Berliner Schiller-Theater an. Nach dem Krieg, während der Weimarer Republik, wirkte Max Reiner fast ausschließlich an den Städtischen Bühnen Hannovers. 1933 verschwand er aus dem Blickfeld der Öffentlichkeit; möglicherweise war er jüdischen Glaubens und musste mit dem Machtantritt der Nationalsozialisten emigrieren.
Reimer vertrat mit unbedingtem Erfolg das erste Charakterfach, in welchem er sich in der Klassik wie im modernen Stück als gewiegter Darsteller erwies. Klar und bestimmt zeichnete er den wiederzugebenden Charakter, so dass das Bild desselben in festen Zügen vor dem Auditorium steht. Seine Darstellungsweise war einfach und natürlich, nicht gesucht und gekünstelt.
Von seinen Hauptrollen seien hervorgehoben: „Der eingebildete Kranke“, „Richard III.“, „Franz Moor“, „Flachsmann“, „Marinelli“, „Wurm“, „Malvolio“, „Der alte Fehringer“ (Mutter Sorge), „Dusterer“ etc.
Am 8. Mai 1925 war er als Schauspieler am Burgtheater Zeuge der Ermordung von Todor Paniza durch Mentscha Karnitschewa.